# Panică la Hollywood
Panică la Hollywood (titlu original: What Just Happened?) este un film american satiric de comedie dramatic din 2008 regizat de Barry Levinson după o carte de Art Linson despre experiența sa la Hollywood. Rolurile principale au fost interpretate de actorii Robert De Niro, Catherine Keener, Robin Wright Penn, Stanley Tucci, Moon Bloodgood, John Turturro, Sean Penn și Bruce Willis.
Acest film a fost prezentat la Festivalul de Film de la Cannes la 25 mai 2008.
La un buget de 25 de milioane de dolari americani a avut încasări de 6,7 milioane de dolari americani.

## Distribuție
- Robert De Niro - Ben
- Kristen Stewart - Zoe
- Sean Penn - Rolul său
- Catherine Keener - Lou Tarnow
- Bruce Willis - Rolul său
- John Turturro - Dick Bell
- Michael Wincott - Jeremy
- Moon Bloodgood - Laura
- Robin Wright - Kelly
- Stanley Tucci - Scott Solomon
- Christopher Evan Welch - Studio Marketing Guy
- Lily Rabe - Dawn
- Peter Jacobson - Cal